# Simplicia mesotheca
Simplicia mesotheca is een vlinder uit de familie van de spinneruilen (Erebidae). De wetenschappelijke naam van de soort is voor het eerst geldig gepubliceerd in 1929 door A.E. Prout
De soort wordt aangetroffen in Nieuw-Guinea en de Molukken.